# Альфредо Дінале
Альфредо Дінале (італ. Alfredo Dinale, 11 березня 1900 — 2 грудня 1976) — італійський велогонщик.
Олімпійський чемпіон 1924 року в командній гонці переслідування.